# Thampal Chhap
Thampal Chhap (nep. थाङ्गपाल धाप) – gaun wikas samiti w środkowej części Nepalu w strefie Bagmati w dystrykcie Sindhupalchowk. Według nepalskiego spisu powszechnego z 2001 roku liczył on 726 gospodarstw domowych i 3653 mieszkańców (1740 kobiet i 1913 mężczyzn).